# Jingkou, Chongqing
Jingkou (kinesiska: 井口) är ett stadsdelsdistrikt i sydvästra Kina. Det ligger i stadsdistriktet Shapingba i storstadsområdet Chongqing, omkring 16 kilometer nordväst om det centrala stadsdistriktet Yuzhong.